# Melanichneumon glaucatoriops
Melanichneumon glaucatoriops är en stekelart som beskrevs av Heinrich 1972. Melanichneumon glaucatoriops ingår i släktet Melanichneumon och familjen brokparasitsteklar. Inga underarter finns listade i Catalogue of Life.